# ثابيلو شيلو
ثابيلو شيلو (بالإنجليزية: Thapelo Tshilo)‏ (18 فبراير 1985 في جنوب أفريقيا - ) هو لاعب كرة قدم جنوب أفريقي في مركز الدفاع. شارك مع منتخب جنوب أفريقيا لكرة القدم. أما مع النوادي، فقد لعب مع بيدفيست ويتس وماميلودي صن داونز ونادي جومو كوزموز وPolokwane City F.C. ‏.

## وصلات خارجية
- ثابيلو شيلو على موقع قاعدة بيانات كرة القدم.إي يو (الإنجليزية)
- ثابيلو شيلو على موقع ناشيونال فوتبول تيمز (الإنجليزية)